# Rosay (Yvelines)
Pour les articles homonymes, voir Rosay.
Rosay est une commune française située dans le département des Yvelines en région Île-de-France.
Ses habitants sont appelés les Roséens.

## Géographie

### Situation
La commune de Rosay se trouve à 11 km environ au sud de Mantes-la-Jolie dans la vallée de la Vaucouleurs.
Le territoire communal englobe le fond de la vallée de la Vaucouleurs à environ 50 m d'altitude, et les deux versants, débordant seulement à l'est sur le plateau du Mantois à plus de 150 m d'altitude.

### Communes voisines
Elle est limitrophe de Villette au nord, de Septeuil au sud, de Boinvilliers à l'ouest et d'Arnouville-lès-Mantes à l'est.

### Transports et voies de communications

#### Réseau routier
La commune est desservie par la route départementale D 983 qui relie Mantes-la-Jolie à Houdan.

#### Bus
La commune est desservie par les lignes 60 et 88 du réseau de bus Centre et Sud Yvelines.

### Climat
Pour des articles plus généraux, voir Climat de l'Île-de-France et Climat des Yvelines.
En 2010, le climat de la commune est de type climat océanique dégradé des plaines du Centre et du Nord, selon une étude du CNRS s'appuyant sur une série de données couvrant la période 1971-2000. En 2020, Météo-France publie une typologie des climats de la France métropolitaine dans laquelle la commune est exposée à un climat océanique et est dans la région climatique Sud-ouest du bassin Parisien, caractérisée par une faible pluviométrie, notamment au printemps (120 à 150 mm) et un hiver froid (3,5 °C).
Pour la période 1971-2000, la température annuelle moyenne est de 10,8 °C, avec une amplitude thermique annuelle de 14,1 °C. Le cumul annuel moyen de précipitations est de 682 mm, avec 10,8 jours de précipitations en janvier et 8,2 jours en juillet. Pour la période 1991-2020, la température moyenne annuelle observée sur la station météorologique la plus proche, située sur la commune de Magnanville à 6 km à vol d'oiseau, est de 11,6 °C et le cumul annuel moyen de précipitations est de 641,5 mm,. Pour l'avenir, les paramètres climatiques de la commune estimés pour 2050 selon différents scénarios d'émission de gaz à effet de serre sont consultables sur un site dédié publié par Météo-France en novembre 2022.

## Urbanisme

### Typologie
Au 1er janvier 2024, Rosay est catégorisée commune rurale à habitat dispersé, selon la nouvelle grille communale de densité à sept niveaux définie par l'Insee en 2022.
Elle est située hors unité urbaine. Par ailleurs la commune fait partie de l'aire d'attraction de Paris, dont elle est une commune de la couronne,. Cette aire regroupe 1 929 communes,.

### Occupation des solssimplifiée
Le territoire de la commune se compose en 2017 de 88,03 % d'espaces agricoles, forestiers et naturels, 7,17 % d'espaces ouverts artificialisés et 4,8 % d'espaces construits artificialisés.

## Toponymie
Rosay est un type toponymique basé sur l'ancien français ros, roseau, issu du vieux bas francique *raus de même sens, dérivé avec l’ancien suffixe -ei, correspondant masculin du suffixe -aie, désignant un ensemble de végétaux appartenant à la même espèce (ex. : chênaie, hêtraie, etc.) et serait liée à l'existence de roselières dans le fond humide de  la vallée de la Vaucouleurs, terrain marécageux où poussent les roseaux.
Homonymie avec Rosay, Eure et les différents Rosoy.

## Histoire
Mentionné en 1036[réf. nécessaire], le village de Rosay possédait autrefois une maladrerie. L'abbaye de Saint-Denis en fut le seigneur dominant puis ce fut la maison de Saint-Cyr jusqu'à la Révolution française.
Au XIVe siècle, la seigneurie du Bas-Rosay qui appartenait aux Courtin, et celle du Haut-Rosay aux Fredet furent réunies en 1513 par le mariage d'une demoiselle de Fredet avec Jean Guillaume Courtin. La seigneurie fut érigée en marquisat de Rosay-Villette en 1671 au profit de François Briçonnet, époux de Geneviève Courtin, et vendue en 1748 à Charles Savalette de Magnanville. Elle passa en 1760 à Jacques Louis de Bretignières, dernier marquis de Rosay-Villette.

## Politique et administration

### Liste des maires
| Période                                  | Période  | Identité     | Étiquette | Qualité |
| ---------------------------------------- | -------- | ------------ | --------- | ------- |
| Les données manquantes sont à compléter. |          |              |           |         |
| 1980                                     | 2008     | Jean Le Roy  | DVD       |         |
| mars 2008                                | En cours | Bruno Marmin |           |         |

### Instances administratives et judiciaires
La commune de Rosay appartient au canton de Bonnières-sur-Seine et est rattachée une communauté de communes du Pays Houdanais.
Sur le plan électoral, la commune est rattachée à la neuvième circonscription des Yvelines, circonscription à dominante rurale du nord-ouest des Yvelines.
Sur le plan judiciaire, Rosay fait partie de la juridiction d’instance de Mantes-la-Jolie et, comme toutes les communes des Yvelines, dépend du tribunal de grande instance ainsi que de tribunal de commerce sis à Versailles,.

## Population et société

### Démographie

#### Évolution démographique
L'évolution du nombre d'habitants est connue à travers les recensements de la population effectués dans la commune depuis 1793. Pour les communes de moins de 10 000 habitants, une enquête de recensement portant sur toute la population est réalisée tous les cinq ans, les populations de référence des années intermédiaires étant quant à elles estimées par interpolation ou extrapolation. Pour la commune, le premier recensement exhaustif entrant dans le cadre du nouveau dispositif a été réalisé en 2005.

En 2022, la commune comptait 386 habitants, en évolution de +6,93 % par rapport à 2016 (Yvelines : +2,72 %, France hors Mayotte : +2,11 %).
| 1793 | 1800 | 1806 | 1821 | 1831 | 1836 | 1841 | 1846 | 1851 |
| ---- | ---- | ---- | ---- | ---- | ---- | ---- | ---- | ---- |
| 460  | 528  | 464  | 482  | 480  | 450  | 391  | 416  | 421  |

| 1856 | 1861 | 1866 | 1872 | 1876 | 1881 | 1886 | 1891 | 1896 |
| ---- | ---- | ---- | ---- | ---- | ---- | ---- | ---- | ---- |
| 401  | 362  | 333  | 304  | 270  | 267  | 294  | 265  | 237  |

| 1901 | 1906 | 1911 | 1921 | 1926 | 1931 | 1936 | 1946 | 1954 |
| ---- | ---- | ---- | ---- | ---- | ---- | ---- | ---- | ---- |
| 293  | 313  | 276  | 231  | 233  | 288  | 292  | 338  | 326  |

| 1962 | 1968 | 1975 | 1982 | 1990 | 1999 | 2005 | 2006 | 2010 |
| ---- | ---- | ---- | ---- | ---- | ---- | ---- | ---- | ---- |
| 302  | 255  | 367  | 346  | 348  | 364  | 358  | 362  | 385  |

| 2015 | 2020 | 2022 | - | - | - | - | - | - |
| ---- | ---- | ---- | - | - | - | - | - | - |
| 360  | 377  | 386  | - | - | - | - | - | - |

#### Pyramide des âges
En 2018, le taux de personnes d'un âge inférieur à 30 ans s'élève à 28,9 %, soit en dessous de la moyenne départementale (38 %). À l'inverse, le taux de personnes d'âge supérieur à 60 ans est de 28,2 % la même année, alors qu'il est de 21,7 % au niveau départemental.
En 2018, la commune comptait 180 hommes pour 191 femmes, soit un taux de 51,48 % de femmes, légèrement supérieur au taux départemental (51,32 %).
Les pyramides des âges de la commune et du département s'établissent comme suit.
| Hommes | Classe d’âge | Femmes |
| ------ | ------------ | ------ |
| 0,0    | 90 ou +      | 0,5    |
| 6,6    | 75-89 ans    | 8,8    |
| 19,7   | 60-74 ans    | 20,6   |
| 26,8   | 45-59 ans    | 24,2   |
| 14,8   | 30-44 ans    | 20,1   |
| 17,5   | 15-29 ans    | 11,9   |
| 14,8   | 0-14 ans     | 13,9   |

| Hommes | Classe d’âge | Femmes |
| ------ | ------------ | ------ |
| 0,6    | 90 ou +      | 1,4    |
| 6      | 75-89 ans    | 7,8    |
| 13,5   | 60-74 ans    | 14,8   |
| 20,7   | 45-59 ans    | 20,1   |
| 19,6   | 30-44 ans    | 19,9   |
| 18,5   | 15-29 ans    | 16,8   |
| 21,2   | 0-14 ans     | 19,2   |

## Économie
- Agriculture, élevage ;
- Village résidentiel.

## Culture locale et patrimoine

### Lieux et monuments
- Église Sainte-Anne : petite église de pierre bâtie en 1910 sur souscription privée.
- Château du Haut-Rosay : château en brique rouge à chaînages de pierre blanche datant du règne de Louis XIII, construit pour Jean Courtin. François Courtin fit rajouter vers 1660 des tourelles et tracer un parc.  Les communs, tout comme la chapelle, ont été construits sous Louis XV, peut-être par l'architecte François II Franque pour Charles Savalette. L'architecte Denis Antoine y a réalisé des aménagements intérieurs, pour Jacques Louis de Brétignières. Il a certainement donné certaines des fabriques du parc, dont la construction s'est échelonnée jusqu'au début du XIXe siècle sur une quarantaine d'années (temple de l'Amitié, souterrain, chaîne d'eau...).
- Chapelle Sainte-Anne : chapelle privée du château (XIIIe siècle).
- Lavoir couvert (XXe siècle).
- Le pont submersible dépourvu de rambarde et dessiné avec un profil sinueux facilitant le passage de l’eau.
- Étang de pêche aménagé.

### Héraldique
| Blason de Rosay (Yvelines) | Blason  | D'or à la fasce d'azur chargée d'un croissant du champ, accompagnée de trois roses de gueules pointées de sinople. |
| Blason de Rosay (Yvelines) | Détails | Le statut officiel du blason reste à déterminer.                                                                   |